# Vermicella multifasciata
Espèce
Synonymes
- Furina multifasciata Longman, 1915

Vermicella multifasciata est une espèce de serpents de la famille des Elapidae.

## Répartition
Cette espèce est endémique d'Australie. Elle se rencontre en terre d'Arnhem au Territoire du Nord et dans l'extrême est du Kimberley en Australie-Occidentale.

## Description
L'holotype de Vermicella multifasciata mesure 365 mm dont 16 mm pour la queue. Cette espèce a la tête et le dos noir brillant. Son corps est marqué par 90 fins anneaux blancs s'élargissant sur les flancs. Sa face ventrale est tachée irrégulièrement.

## Étymologie
Son nom d'espèce, du latin multus, « nombreux », et fasciāta, « entouré de bandes », lui a été donné en référence à sa livrée.

## Publication originale
- Longman, 1915 : Reptiles from Queensland and the Northern Territory. Memoirs of the Queensland Museum, vol. 3, p. 30-34 (texte intégral).